# Tikhon
Tikhon (en russe : Тихон), né Gueorgui Alexandrovitch Chevkounov (en russe : Георгий Александрович Шевкунов) le 2 juillet 1958 à Moscou, est un évêque de l'Église orthodoxe russe et un auteur à succès. Il est métropolite de Pskov et de Porkhov. Il est souvent désigné comme le confesseur personnel du président russe Vladimir Poutine.

## Biographie
En 1982, Chevkounov est diplômé de l'École de cinéma d'État de Moscou. 

### Moine et évêque
La même année, il est baptisé et s'installe au Monastère des Grottes de Pskov de Petchory dans la région de Pskov. Son confesseur pendant son noviciat est l'archimandrite Ioann Krestiankine (1910-2006). En 1986, il est muté au service d'édition du Patriarcat de Moscou, où il est subordonné au métropolite Pitirim. Sa première mission y est liée aux célébrations du millénaire de la christianisation de la Russie. En 1991, il prononce ses vœux monastiques au monastère Donskoï. Il prend le nom de « Tikhon », du nom du patriarche de Moscou (1917-1925) Tikhon, et est également nommé hiérodiacre, et un mois plus tard hiéromoine. En 1993, il devient le chef du nouveau métochion de Moscou du monastère des Grottes de Pskov. En 1995, il est ordonné hégoumène par le patriarche Alexis II, puis en 1998, reçoit le rang d'archimandrite.
En 1999, il est nommé recteur du séminaire Sretenski. En 2010, il devient membre du Conseil de la Culture du Président de la fédération de Russie. Il est membre du Conseil suprême de l'Église orthodoxe russe depuis mars 2011. Le 22 octobre 2015, le Saint-Synode de l'Église orthodoxe russe le nomme évêque de Iegorievsk, vicaire du patriarche de Moscou et de toute la Russie, et chef du vicariat occidental de la ville de Moscou. Deux jours plus tard, il est ordonné évêque de Iegorievsk par le patriarche Cyrille Ier.
En 2018, le Saint-Synode le nomme métropolite de Pskov et Porchov. 

### Auteur et réalisateur
Dans les premières années de la perestroïka, Tikhon publie plusieurs articles, y compris une contribution polémique contre les pratiques de guérison occultes, qui a été publiée à plusieurs reprises.
Il a par ailleurs écrit de nombreux livres, dont un livre pour enfants, Le Père Séraphin (2002) sur Séraphin de Sarov. Sa collection d'histoires sur les saints, publiée en français sous le titre Le Père Rafaïl et autres saints de tous les jours sur les moines saints du monastère des Grottes de Pskov obtient la première place en termes de vente en Russie en 2012.
Son film de 2008, La Chute d'un Empire : la leçon de Byzance, relate la chute de l'Empire byzantin dans un parallèle transparent entre ce dernier et Russie moderne : l'affaiblissement de l'empire y est montré comme l'effet de sa tentation de négocier et commercer avec l'Occident. L'empire byzantin doit ainsi mettre au pas ses oligarques, prévenir l'instabilité due à de trop fréquents changements de pouvoir, asseoir son centralisme et éviter la discorde inter-ethnique. D'autres thèmes, comme l'affaiblissement démographique, la fuite des jeunes élites vers l'Occident et la pression de populations étrangères aux frontières viennent compléter le parallèle avec les défis que rencontrerait la Russie telle que dépeinte par la propagande d'Etat poutinienne. 
Le film reçoit l'Aigle d'or, l'équivalent russe du Golden Globe Award américain, du meilleur documentaire en 2008.
Tikhon a en outre de nombreuses publications et activités sur internet. Il est le rédacteur en chef du site Pravoslavie.ru.

### Relation avec Poutine et positions politiques
Tikhon connaît personnellement le président Poutine depuis 1999 et l'accompagne lors de nombreux voyages à l'étranger. L'ancien banquier controversé Sergueï Pougatchev prétend avoir présenté les deux hommes l'un à l'autre. Selon Nikolaï Mitrokhine, « parmi les dignitaires orthodoxes, Tikhon est le plus étroitement lié au FSB, sa rencontre avec Poutine est donc tout à fait naturelle ». Le métropolite est également souvent décrit comme le conseiller spirituel (« douchovnik ») du président russe, sans que cette affirmation ne soit avérée, ni que Poutine et Tokhon ne la confirment ou la contestent.
Tikhon, réputé très conservateur, est également le père spirituel de l'oligarque Konstantin Malofeïev. Il soutient l'annexion de la Crimée par la Fédération de Russie en 2014.
En 2022, le média d'investigation iStories allègue que diverses initiatives liées au métropolite auraient bénéficié de près de 20 milliards de roubles (332 millions de dollars US) de la part du gouvernement russe et d'entreprises d'Etat.

## Distinctions
- 2008 : Ordre de l'Amitié
- 2016 : Grand prix littéraire de la Russie

### Œuvres de l'auteur
Ouvrages
- Батюшка Серафим (Le Père Séraphin), 2002
- «Несвятые святые» и другие рассказы ("Des saints non saints" et autres récits), 2011, 
  - traduit en français sous le titre de Le Père Rafaïl et autres saints de tous les jours, Éditions des Syrtes, 2013, 390 pages,  (ISBN 9782845451766).
  - traduit en anglais sous le titre de Everyday Saints and Other Stories.
  - réédité à de nombreuses reprises en russe.
- "С Божьей помощью возможно всё! О Вере и Отечестве (Avec l'aide de Dieu tout est possible! Sur la Foi et la Patrie)", 2014
- Церковный древлехранитель: методическое пособие по сохранению памятников церковной архитектуры и искусства (Gardien séculaire de l'Église:  manuel méthodique de conservation des œuvres architecturales et artistiques), 2017

Filmographie
- Гибель империи. Византийский урок, 2008
  - en français La Chute d'un empire : la leçon de Byzance